# NAZ (studio)
Pour les articles homonymes, voir Naz (homonymie).
NAZ Inc. (株式会社NAZ, Kabushiki gaisha NAZ) est un studio d'animation japonaise situé à Musashino dans la préfecture de Tokyo, au Japon, fondé en 19 avril 2013. Il est géré par la société de production d'animation Anima & Company Co., Ltd. (株式会社アニマ＆カンパニー, Kabushiki gaisha Anima ando Kanpanī, aussi stylisé ANIMA&CO.) qui est située à Meguro dans la préfecture de Tokyo, où se trouve également le studio d'animation numérique de la société.

## Histoire
L'équipe de production chargée de la production de l'animation de la série Devil Survivor 2: The Animation (en) est devenue indépendante du studio Bridge et a formé NAZ Inc. le 19 avril 2013,.

## Productions

### Séries télévisées
| Année | Titre                                              | Dates de 1re diffusion | Dates de 1re diffusion | Nb. éps. | Notes |
| Année | Titre                                              | Début                  | Fin                    | Nb. éps. | Notes |
| ----- | -------------------------------------------------- | ---------------------- | ---------------------- | -------- | --- |
| 2014  | Hamatora: The Animation                            | 8 janvier 2014         | 26 mars 2014           | 12       | Projet de la franchise multimédia.                                                                                   |
| 2014  | DRAMAtical Murder                                  | 7 juillet 2014         | 22 septembre 2014      | 12       | Basée sur le visual novel yaoi de Nitro+chiral.                                                                      |
| 2017  | Hinako Note                                        | 7 avril 2017           | 23 juin 2017           | 10       | Basée sur la série de yonkoma manga écrite et dessinée par Mitsuki ; production pour Passione sous le nom ANIMA&CO.. |
| 2017  | Hajimete no Gal                                    | 12 juillet 2017        | 13 septembre 2017      | 10       | Basée sur la série de manga écrite et dessinée par Meguru Ueno.                                                      |
| 2018  | Angolmois: Record of Mongol Invasion               | 11 juillet 2018        | 26 septembre 2018      | 12       | Basée sur la série de manga de Nanahiko Takagi.                                                                      |
| 2018  | Ore ga suki nano wa imōto dakedo imōto ja nai (ja) | 10 octobre 2018        | 19 décembre 2018       | 10       | Basée sur la série de light novel écrite par Seiji Ebisu et illustrée par Gintarō ; coproduite avec Magia Doraglier. |
| 2019  | Special 7: Special Crime Investigation Unit (en)   | 6 octobre 2019         | 29 décembre 2019       | 12       | Projet original réalisé sous le nom ANIMA&CO..                                                                       |
| 2020  | Id – Invaded                                       | 5 janvier 2020         | 22 mars 2020           | 13       | Projet original. |
| 2020  | Infinite Dendrogram                                | 9 janvier 2020         | 16 avril 2020          | 13       | Basée sur la série de light novel écrite par Sakon Kaidō et illustrée par Taiki.                                     |
| 2021  | Gloomy the Naughty Grizzly (en)                    | 12 avril 2021          | 28 juin 2021           | 12       | Projet original. |

### ONA
| Année | Titre               | Dates de 1re diffusion | Dates de 1re diffusion | Nb. éps. | Notes                                                                           |
| Année | Titre               | Début                  | Fin                    | Nb. éps. | Notes                                                                           |
| ----- | ------------------- | ---------------------- | ---------------------- | -------- | ------------------------------------------------------------------------------- |
| 2021  | Id:Indeed           | 8 janvier 2021         | 26 mars 2021           | 12       | Spin-off de Id – Invaded.                                                       |
| 2022  | Thermae Romae Novae | 28 mars 2022           | 28 mars 2022           | 11       | Basée sur la série de manga Thermae Romae écrite et dessinée par Mari Yamazaki. |

### OAV
| Année | Titre             | Date(s) de sortie | Notes                                                        |
| ----- | ----------------- | ----------------- | ------------------------------------------------------------ |
| 2014  | DRAMAtical Murder | 24 décembre 2014  | Épisode publié avec les coffrets Blu-ray et DVD de la série. |
| 2017  | Hajimete no Gal   | 26 décembre 2017  | Épisode publié avec le 5e volume du manga.                   |

### Autres
- It Girl (2014, coproduite avec Ogura Atelier)[16] : clip de Pharrell Williams
- Leopard Eyes (2015)[17] : clip de Trigger du projet IDOLiSH7 (en)